# メール観光
株式会社メール観光（メールかんこう）は、福島県伊達郡桑折町に本社を置く貸切バス事業者である。本業の貸切バスの運行のほか、桑折町の行政バスの運行支援、隣接する国見町のスクールバス運行支援も行っている。福島県バス協会に加盟している。

## 沿革
- 2005年9月 - 有限会社メール観光としてダイユーエイト桑折店敷地内の貸テナントにて会社登録、翌10月24日営業開始。
- 2007年3月 - 桑折町役場行政バス運行契約締結。
- 2010年5月 - 現在地に移転。
- 2012年4月 - 国見町立国見小学校スクールバス運行開始。
- 2013年8月 - 桑折町との間で災害時の人員輸送などの協力体制に関する協定を締結。
- 2014年1月 - 国見町との間で災害時の人員輸送などの協力体制に関する協定を締結。
- 2016年4月 - 組織変更し株式会社化。
- 2020年1月 - 一般貨物自動車運送事業許可。

## 車両
三菱ふそう製を主体とし、大型車は、2階建てバスのエアロキングを筆頭に、エアロクイーン・エアロエースといすゞ・ガーラも保有している。中型バスとして、エアロバスMMを保有している。
このほか、小型バスとして三菱ふそう・エアロミディMJを、マイクロバスとして三菱・ローザと日野・リエッセも保有している。
一部のラッピングバスを除き、車体はえんじ色をベースとした自社カラーリングに塗装されている。
ラッピングバス
- 桑折町

エアロクイーン1台が用いられている。白地の車体には桑折町のキャラクターであるホタピーと、半田山や旧伊達郡役所といった町内の名所が描かれている。貸切使用のほか桑折町行政バスとして町主催の行事や町内の小中学校の校外学習などに用いられる。
- 国見町

エアロミディMJ1台が用いられる。白地の車体に義経まつりの様子や桃畑といった町内の名所が描かれている。国見小学校のスクールバス用途や町内のイベントや町内団体の移動ように使用される。ラッピングのデザイン作製は国見町立県北中学校美術部により行われ、2017年12月26日に道の駅国見 あつかしの郷でお披露目が行われた。